# Just-in-time
Den här artikeln handlar om det ekonomiska konceptet "just in time". För andra betydelser av begreppet, se Just in time (olika betydelser).
Just-in-time (JIT) eller lager på hjul, är ett synsätt och en planeringsfilosofi som står för en strävan att producera och leverera varor i precis den mängd och vid den tidpunkt som de behövs. Att tillämpa JIT-filosofi förutsätter att man kan arbeta med mycket korta ställtider och genomloppstider, att kassation är försumbart och att tillgängligheten hos maskiner och anläggningar är hög.